# 張寶樹 (棒球運動員)
張寶樹（英語：Raymond Bo-Shue Chang，簡稱Ray Chang，1983年8月24日—），美國華裔，棒球教練、職業男子棒球員，主要位置為游擊手，也是中國國家棒球隊選手。他自2005年投入美國職業棒球大聯盟後，升上的最高層級為小聯盟3A。2009年受中國棒球協會邀請而代表中國隊出賽世界棒球經典賽，該屆賽事中以單場三安打助中國隊贏得對中華台北隊的比賽，亦是中國隊在經典賽的首勝。此後於2013年及2017年也再次代表中國隊出賽。他在2017年經典賽後退役，隨即於MLB南京棒球發展中心擔任運營經理，也擔任過中國隊教練團，並在2023年經典賽以教練兼球員的身分再次代表中國隊參賽。

## 球員生涯
張寶樹出生於美國密蘇里州堪薩斯城，母親是上海人，父親是香港人。他自羅克赫斯特大學畢業後，投入了2005年美國職棒大聯盟選秀，未獲任何球隊青睞。張寶樹落選後成為自由球員，經過試訓加入了聖地牙哥教士隊的小聯盟系統。
2006年，他一度升上了教士隊3A，2007年於3A共出賽78場，留下2成62打擊率、3支全壘打、34分打點的成績，2008年多數期間於教士隊2A出賽，之後被交易到匹茲堡海盜隊。
2009年，世界棒球經典賽規定只要與母國血緣關係即可代表出賽，所以中國棒球協會邀請效力於海盜3A的張寶樹，代表中國隊參與經典賽，並且在與中華隊的比賽中展現守備實力，也於8局下半從曾有大聯盟經歷的倪福德手中打出一發全壘打，全場共三安打，令中國以4－1勝出。此外，與韓國隊的比賽中也因成功的守備，收穫全場球迷的喝采。
2010年，他又轉至波士頓紅襪2A，2011年轉投明尼蘇達雙城，並於賽季中期升上了雙城隊3A，於同年5月31日比賽前他接到會被升上大聯盟的消息，且在對費城費城人隊3A時前兩個打席皆擊出全壘打，然而他於該場比賽第六局與隊友相撞導致其傷退，翌年重返球場後不再有以往的選球能力。
2013年，他加入了辛辛那提紅人，也再度代表中國出戰經典賽，對陣巴西隊的比賽，他在第8局擊出帶有兩分打點的一壘安打，令中國得以超前，終場以5－2勝利。
2017年，他再次代表中國參加經典賽，賽前即宣布了退休的消息，12年小聯盟生涯他共出賽855場，有720支安打、26支全壘打和303分打點，還有9次盜壘成功。該屆比賽中國三戰皆負，之後他開始擔任中國MLB南京棒球發展中心的運營經理。

## 教練生涯
2017年經典賽後，他原本將擔任中國隊總教練，領軍征戰同年10月在台灣舉行的亞洲棒球錦標賽，然而賽前中國棒協以辦理簽證手續及旅遊高峰訂不到機票為由退賽。
2022年，中國隊公布2023年經典賽教練團名單，張寶樹名列其中，翌年2月中國隊球員名單公布，張寶樹除教練工作外，亦被登錄為球員。
2025年，張寶樹擔任2026年世界棒球經典賽資格賽中國隊打擊教練。

## 軼聞
2015年9月，張寶樹效力於紅人2A的彭薩科拉藍刺鮁隊時因球隊已提前南方聯盟南區下半季冠軍，時任球隊總管凱利（Pat Kelly）安排他在後續比賽休假，或是於比賽中出任每一個守位。他選擇了後者，所以在9月8日的比賽，從第一局起每局更換守位，由一壘開始守備，先後轉守二壘、游擊、三壘及左、中、右外野，接著蹲捕完又擔任投手，最後他以四支三猛打賞與主投一局無失分的成績達成了完全守備，並且也是隊史第一人。

## 外部連結
- 張寶樹在小聯盟的生涯資料 （页面存档备份，存于）